# رادیو فارس
رادیو استانی فارس یا رادیو شیراز بخشی از مجموعه صدا و سیمای جمهوری اسلامی ایران است. رادیو شیراز روز اول فروردین ماه سال ۱۳۲۹ با نصب یک دستگاه فرستنده ۷۵ وات در محل بی‌سیم (حد فاصل بین فلکه گاز و چهار راه مرکز پیاده فعلی) کار خود را آغاز کرد. این رادیو ۲۴ ساعته از مرکز صدا و سیمای فارس واقع در میدان جام جم شیراز برای مردم استان فارس و همچنین شنوندگان اینترنتی برنامه پخش می‌کند.
رادیو فارس در قالب برنامه‌های فرهنگی، اجتماعی، مذهبی، خبری، محلی و ورزشی به صورت شبانه‌روزی برنامه پخش می‌کند.

## تاریخچه
رادیو شیراز روز اول فروردین ماه سال ۱۳۲۹ با نصب یک دستگاه فرستنده ۷۵ وات در محل بی‌سیم (حد فاصل بین فلکه گاز و چهار راه مرکز پیاده فعلی) کار خود را آغاز کرد.
در آغاز کار، این رادیو از یک استودیوی کوچک، یک دستگاه میکروفون و آمپلی فایر برای پخش برنامه‌ها و یک دستگاه گرامافون کوچک برای پخش موسیقی بهره می‌گرفت. که در ابتدا شبی ۲ ساعت و سپس روزانه ۳ ساعت به‌طور زنده به پخش اخبار، موسیقی ایرانی و موسیقی محلی فارس می‌پرداخت.
در سال ۱۳۳۳ با نصب و راه‌اندازی یک فرستنده ۴۰۰ وات و سال ۱۳۳۸ یک فرستنده یک کیلو وات، رادیو شیراز از قدرت بیشتری برخوردار شد. در سال ۱۳۴۰ ساختمانی در خیابان فرح برای رادیو شیراز اجاره و به یک استودیوی ضبط و یک استودیوی پخش تجهیز شد. در اوایل کار دو بخش خبری ایران و جهان از رادیو شیراز پخش می‌شد.
برنامه‌های رادیو شیراز در این زمان در دو بخش، یکی از ساعت ۱۰تا ۱۳ و دیگری از ساعت ۱۶:۳۰ تا ۲۱:۳۰ روی موج متوسط ردیف ۲۸۳ متر برابر با ۱۰۶۰ کیلوهرتز پخش می‌شد.
رادیو شیراز در سال ۱۳۵۱ به مرکز رادیو تلویزیون فارس پیوست. در این سال استودیوی پخش رادیو به ساختمان این مرکز منتقل و فرستنده‌های رادیویی نیز با تغییر فرکانس به ۹۷۶کیلوهرتز و موج متوسط ردیف ۳۱۰متر به کار خود ادامه داد. مدت پخش برنامه‌های رادیو شیراز نیز افزایش یافت.
در سال ۱۳۷۵ همزمان با ایجاد مراکز استانی صدا و سیمای جمهوری اسلامی ایران در کشور، مرکز صدا و سیمای استان فارس نیز ایجاد شد که در پی آن نام رادیو شیراز به رادیو فارس یا شبکه استانی صدای مرکز فارس تغییر یافت.

## مجریان و تولیدکنندگان
- حمد جمالی
- محسن قاسم زادگان
- سیده لیلا اسراری
- آرش جمال الدینی
- ورهرام قطب جهرمی
- فاطمه وکیلی
- امیر همایون یزدان پور
- رضا شامخی
- محمد جواد حسن شاهی
- حمید اکبرپور
- فرانک قائدشرفی
- لیلا اسرار
- مجتبی زارعی
- با مجتبی زارعی سیاستمدار و یا فوتبالیست سوء تفاهم نشود

## برنامه‌ها
- اخبار
- سلام کاکو
- حافظ راز و دامنی از گل و دیار شاعران
- نسیم وصال
- نسیم سحر
- سخنرانی‌های مذهبی
- ادعیه مذهبی
- لبخند ایرانی
- نیک نامان
- فرصت پرواز
- ترنم حکمت
- از پشت پنجره
- ایستگاه کتاب
- نگارستان
- شیرازنامه
- مجله فارس
- پسین دلگشا
- تپه تلویزیون
- نمایش‌های رادیویی
- شما و رادیو
- نارنجستان